# 湊明子
湊 明子（みなと あきこ、1907年〈明治40年〉6月 - 1978年〈昭和53年〉）は、日本の女優。本名は、岩田 とし。画家の岩田専太郎の実妹。1920年代 - 1930年代に映画女優として活動した。女優を引退してからは店舗の経営者や雑誌記者を務めた。

## 生涯
東京・浅草に生まれる（京都府出身という資料もある）。
家業は印刷業であった。母は徳川家の旗本の家系に生まれ、躾には厳しかったという。父の仕事の都合で長男の専太郎のみを残して京都へ転居する。母とは対照的に父は明子の望む洋服を買い与え、明子はその服を着て社交ダンスにも通った。明子から聞き取りをした津村節子は「モガのはしり」と記している。明子は京都で家政高等女学校（現・京都文教中学校・高等学校）に通った。当時の「遊び友達」にマキノ雅弘がおり、明子をダンスホールで見た雅弘の父・マキノ省三から、雅弘を通じた映画界入りを勧誘される。明子は以前から宝塚歌劇団に憧憬の念を抱いており、母親は強く反対したが省三の説得に父が同意し、数え年19歳で芸能界入りした。
女優としては『貝殻一平』『斬人斬馬剣』『義人呉鳳』といった作品に出演した。当初はマキノ・プロダクションに所属し、のちに月形龍之介に従う形で松竹に移った。
しかし8年目の数え年27歳の時に結婚と同時に芸能界を引退した。明子は戦後の津村節子の聞き取りに対して、当時の女優が若さ・美しさのみを求められ、先輩のスター女優でも年が進むと出演料を半減されたのを目にして見切りを付けたと述べている。映画担当記者から紹介された社会部の新聞記者が結婚の相手で、麻雀仲間だったという。夫は結婚後に大連新聞の社会部長となり、夫とともに大連へと渡る。夫は従軍記者として戦地に赴いて栄養失調で死去し、数え年35歳で未亡人となった。
夫は生前に友人が経営に行き詰まったバーを買い取り、「退屈だろうからやってみろ」と明子に委ねていた。「パゴダ」という店名で明子の友人と二人で開業し、夫の没後まで9年間切り盛りした。再婚はしなかった。しかし、酒がなくなったことで画廊へ切り替えた。兄の人脈もあり、画廊には石井柏亭・梅原龍三郎・安井曾太郎といった画家の作品も運び込まれた。
1944年6月に絵の買い付けで東京に戻ったが、戦況の悪化で帰りの乗船券を確保できず、兄の専太郎からも「もう帰るのはあきらめろ」と言われる。その後、兄とともに岩手県に疎開した。そこは明子の知人の故郷で、疎開の伝手のなかった画家の高野三三男や舞踊家の花柳徳兵衛らが兄妹を頼って住みついた。食料に窮したため、兄や花柳と一座を組んで、ベコ（牛車）に乗って村々を慰問した。花柳が踊りを見せて兄が解説し、明子は衣装係という分担で、訪問先から食糧を得た。
終戦後、兄と上京して、兄は長谷川一夫、明子は川口松太郎の家に仮寓した。のちに明子は長谷川一夫宅に移り、長谷川の義姉（妻の姉）が経営する成増のすきやき屋に女中として勤務した。その後、大連時代バーの客だった永井龍男から「すきやき屋の女中もいい加減にして出て来なさい」という手紙を受け取ったことを機に、ロマンス社に入社する。女性記者となり、取材を拒否していた清水宏から『蜂の巣の子供たち』の記事化に成功するなど、映画界とのつながりやバー・画廊経営で得た人脈を生かして活動した。しかし、勤務先が倒産し、兄の元に身を寄せる。
兄宅にいる間に肝臓疾患と糖尿病と高血圧を抱えた。兄は明子のために埼玉県志木で住宅を購入し、明子は妹とバラの育成を手がけた。しかしバラ栽培は「不向き」と感じ、体調もよくならなかったため、西銀座でバーを開業すると、病気は快癒した。バーの家主の出資を得て、銀座七丁目の外濠通り沿いにアンティークショップ「エトセトラアーツ」を開き、2階には途中から「ギャラリーG」という画廊を構えた。